# 夏冬春秋
夏冬 春秋（かとう はるあき、1952年 - ）は、日本の作詞家、音楽プロデューサーである。ヤマハミュージック東海講師。愛知県名古屋市出身。

## 来歴
1952年
名古屋市に生まれる。
1980年
作詞家デビュー。主にポプコン出身のアーティストに作品を多数提供する。そのほか、CMソング、イベントテーマ曲なども多数手がける。 
1981年
ヤマハミュージック東海講師を務め、開設されたヤマハ伏見音楽センターでは、女性デュオ『あみん』の作詞法を指導している。ヤマハ音楽振興会中部支部ディレクターとして、ポプコンから男性フォークデュオ『雅夢』、女性デュオ『あみん』などを世に送り出している。

## 人物
- 夏冬の作詞活動の信念は、「作詞に必要なのは “歌を愛する情熱” です。」「あなたの心の叫びを詞にしてみませんか！」と述べている。
- 音楽教室には「基礎コース」「プロコース」があり、詞の分析や夏冬自身の作品解説などを通して、アイデアの出し方やフレーズの書き方を明解に指導している。

## 提供楽曲
- 雅夢

「冬京」「陽だまり」「銀色の情景」「十六夜物語」「グッドバイ」「ジュテーム」「帰らぬ河のほとりで」「星のステーション」
- あみん